# عناصرP
عناصر P هي عناصر قابلة للتبديل التي تم اكتشافها في دروسوفيليا باعتبارها العوامل المسببة الصفات الوراثية تسمى عسر الطمث الهجين. وحدة متنقلة هي المسؤولة عن سمة P من عنصر P وتوجد فقط في الذباب البرية. كما أنها وجدت في العديد من النوى الأخرى.
عنصر P يرمز للبروتين P ترانسبوزاز. على عكس الإناث سلالة المختبر، ويعتقد أن الإناث نوع البرية أيضا للتعبير عن المانع لوظيفة p ترانسبوزاز، من نفس العنصر. هذا المانع يقلل من تعطيل الجينوم الناجم عن عناصر P، مما يسمح للذرية الخصبة. دليل على ذلك يأتي من الصلبان من الإناث المختبر (التي تفتقر إلى مثبطات ب ترانسبوزاز) مع الذكور من النوع البرية (التي لديها عناصر P). في غياب المانع، يمكن أن تتكاثر عناصر P في جميع أنحاء الجينوم، مما يعطل العديد من الجينات ويقتل ذرية.
ويشيع استخدام عناصر P كعوامل مطفرة في التجارب الجينية مع ذبابة الفاكهة. ميزة واحدة من هذا النهج هو أن الطفرات من السهل تحديد مكانها. في خلل تكون الهجين، سلالة واحدة من الاصحاب ذبابة الفاكهة مع سلالة أخرى من ذبابة الفاكهة إنتاج ذرية هجينة والتسبب في تلف الكروموسومات المعروف أنه مخل بالسلالة. يتطلب العسر الهجين مساهمة من كلا الوالدين. على سبيل المثال، في نظام P-M، حيث تساهم سلالة P الأبوة وسلالة M يساهم الأم، يمكن أن يحدث خلل في الطمث. الصليب العكسي، مع M طرز خلوي الأب والأم P، وتنتج ذرية طبيعية، كما أنه يعبر في P × P أو M × M الطريقة. يمكن أن الكروموسومات الذكور P يسبب خلل التكون عندما عبرت مع أنثى M.

## خصائص
العنصر P هو وحدة متنقلة للفئة II، ويتحرك بواسطة المستندة إلى الحمض النووي «قص ولصق» آلية. يتكون التسلسل من 4 إكسونات مع 3 إنترون. إن الربط الكامل للـ إنترون ينتج إنزيم الـ ترانسبوزاز، بينما الربط الجزئي البديل للينترون 1 و2 الذي يترك في إنترون 3 فقط يشفّر عنصر P. عنصر P الكامل، مستقل ترميز انزيم ترانسبوزاز، الذي يعترف 31 BP محطة مقلوب يكرر عنصر P وتحفيز P ختان العنصر وإعادة الإدراج. العنصر الكامل هو 2907 bp; عناصر P غير مستقلة تحتوي على حذف داخلي من طول متفاوتة الذي يلغي إنتاج ترانسبوزاز، ولكن لا يزال يمكن تعبئة هذه العناصر إذا تم ترميز ترانسبوزاز في مكان آخر في الجينوم. P إدراج عنصر والنتائج الختان اللاحقة في إنتاج 8 بت مباشرة يكرر، ووجود مثل هذه التكرارات يدل على نشاط عنصر P السابقة.
جميع عناصر P لديها بنية الكنسي التي تحتوي على 31 محطة BP مقلوب مكرر و11 BP مكرر مقلوب داخلي يقع في مجال THAP من ترانسبوزاز. العناصر «ف» أقصر وأطول عناصر غير ذاتية. عناصر أطول P ترميز ترانسبوزاز اللازمة للتبديل. P عنصر أيضا ترميز القامع من تبديل، الذي يتراكم في السيتوبلازم أثناء تطوير الخلايا. وهكذا، في صليب من ذكور P أو M مع أنثى P، السيتوبلازم الإناث يحتوي على القامع، الذي يربط إلى أي عناصر P ويمنع نقلها.

## عسر الطمث الهجين
يشير العسر العصبي الهجين إلى ارتفاع معدل الطفرة في خلايا الخط الجرثومي لسلالات دروسوفيليا الناتجة عن صليب الذكور مع عناصر P المستقلة (P انفعال /P طرز خلوي) والإناث اللائي يفتقرن إلى عناصر P (M انفعال /M طرز خلوي). تتميز متلازمة العسر الهجين بالعقم المعتمد على درجة الحرارة، وارتفاع معدلات الطفرات، وزيادة إعادة ترتيب الكروموسومات وإعادة التركيب.
ويتأثر النمط الظاهري عسر التكوين الهجين من خلال تبديل عناصر P داخل الخلايا الجرثومية من ذرية الذكور سلالة P مع الإناث سلالة M. يحدث تبديل فقط في خلايا الخط الجرثومي، لأن حدث الربط اللازم لجعل مرنا بواكر لا يحدث في الخلايا الجسدية.
الهجين خلل التكون يظهر عند عبور P سلالة الذكور مع الإناث سلالة M وليس عند عبور P سلالة الإناث (الإناث مع عناصر P مستقلة) مع الذكور سلالة M. البيض من سلالة P الإناث تحتوي على كميات عالية من بروتين قمع يمنع النسخ من جين ترانسبوزاز. البيض من الأمهات سلالة M، والتي لا تحتوي على البروتين المكبوت، تسمح لنقل عناصر P من الحيوانات المنوية للآباء. في سلالة P الإناث، تم العثور على المكبات في السيتوبلازم. وبالتالي، عندما P سلالة الذكور تسميد الإناث سلالة M (التي السيتوبلازم لا تحتوي على قمع)، يساهم الذكر الجينوم مع عنصر P ولكن ليس السيتوبلازم الذكور مما يؤدي إلى سلالة P ذرية.
ويساهم هذا التأثير في وراثة الـ piRNAs فقط في خط الأمومة، مما يوفر آلية دفاعية ضد عناصر P.

## استخدام في البيولوجيا الجزيئية
وقد وجدت عنصر P استخدام واسع في البحوث ذبابة الخل باعتبارها المطفرة. وعادة ما يستخدم نظام الطفرات عنصر مستقل ولكنه غير متحرك، وعنصر غير مستقل متنقل. ويمكن بعد ذلك أن يتم فحص الذباب من الأجيال اللاحقة بواسطة النمط الظاهري أو PCR. عناصر P التي تحدث بشكل طبيعي تحتوي على تسلسل الترميز للانزيم ترانسبوزاز وتسلسل التعرف على عمل ترانسبوزاز. ينظم ترانسبوزاز وحفز ختان عنصر P من الحمض النووي المضيف، وقطع في موقعي الاعتراف، ومن ثم إعادة الإدراج بشكل عشوائي. إن الإدراج العشوائي الذي قد يتداخل مع الجينات الموجودة، أو يحمل جينًا إضافيًا، هو الذي يمكن استخدامه في الأبحاث الجينية.
لاستخدام هذا كأداة وراثية مفيدة ويمكن التحكم فيها، يجب فصل جزأين من عنصر P لمنع نقل غير المنضبط. الأدوات الوراثية العادية هي ترميز الحمض النووي لpoposase مع عدم وجود تسلسل التعرف على ترانسبوزاز بحيث لا يمكن إدراج و «P بلازميدة». P بلازميدة تحتوي دائما على جين ذبابة الخل مراسل، وغالبا ما علامة العين الحمراء (نتاج الجين الأبيض)، وتسلسل التعرف على البرواب. قد تحتوي على جين من الاهتمام، وهو الجين علامة E. القولونية اختيارها، وغالبا ما نوع من مقاومة المضادات الحيوية، وأصل النسخ المتماثل أو غيرها من بلازميدة المرتبطة «التدبير المنزلي» تسلسل.

### طرق الاستخدام
هناك طريقتان رئيسيتان لاستخدام هذه الأدوات:

#### تحويل الطيران
1. استنساخ عنصر P في البلازميد وتحويل وتنمو هذا في البكتيريا.
2. القضاء على ترانسبوزاز P واستبداله مع الجين الخاص من الفائدة.
3. حقن مكروي الطرف الخلفي من مرحلة مبكرة (قبل الخلية) الجنين مع ترميز الحمض النووي لpoposase وبلازميد مع جين مراسل، جين من الاهتمام وتسلسل التعرف على ترانسبوزاز.
4. يحدث نقل عشوائي، إدراج جين من الاهتمام وجين مراسل.
5. .مرة واحدة تم إدراج الجين من الفائدة لم يعد المحمول لأنه لا يمكن أن تنتج ترانسبوزاز P الخاصة بها.
6. .تنمو الذباب والعبور لإزالة الاختلاف الجيني بين خلايا الكائن الحي. (فقط بعض من خلايا الكائن الحي سيكون قد تم تحويلها. نأمل أن بعض هذه الخلايا المحولة ينتهي بها المطاف في الخط الجرثومي. ومشيج [أحياء] تحول يؤدي إلى كائن حي مع عدم وجود اختلاف بين خلاياها).
7. ابحث عن الذباب الذي يعبر عن جين المراسل هذه تحمل الجين إدراج الفائدة، لذلك يمكن التحقيق لتحديد النمط الظاهري بسبب الجين من الفائدة.
8. الجين المدرج قد يكون قد أضر بوظيفة أحد جينات المضيف. هناك حاجة إلى عدة خطوط من الذباب حتى يمكن إجراء المقارنة وضمان عدم وجود جينات إضافية.

#### طفرات إلحاقية
1. حقن مكروي الجنين مع ترميز الحمض النووي لpoposase وبلازميد مع الجينات مراسل وتسلسل التعرف على ترانسبوزاز (وغالبا ما E. القولونية مراسل الجينات وأصل النسخ المتماثل، الخ).
2. يحدث تبديل عشوائي، إدراج جين المراسل بشكل عشوائي. يميل الإدراج إلى الحدوث بالقرب من الجينات المنسوخة بنشاط، حيث أن هذا هو المكان الذي يكون فيه هيكل الكروماتين أكثر مرونة، وبالتالي فإن الحمض النووي هو الأكثر سهولة.
3. تنمو الذباب والعبور لإزالة الاختلاف الجيني بين خلايا الكائن (انظر أعلاه).
4. ابحث عن الذباب الذي يعبر عن جين المراسل وقد شهدت هذه نقل ناجحة، لذلك يمكن التحقيق لتحديد النمط الظاهري بسبب طفرة الجينات الموجودة.
5. الطفرات المحتملة:
6. الإدراج في منطقة مترجمة => البروتين الهجين / البروتين المبتور. عادة ما يسبب فقدان وظيفة البروتين، على الرغم من أن ينظر إلى آثار أكثر تعقيدًا.
7. الإدراج في إنترون=> تغيير نمط الربط / فشل الربط. عادة ما يؤدي إلى اقتطاع البروتين أو إنتاج المنتجات غير نشط سوء الربط، على الرغم من أن الآثار الأكثر تعقيدا شائعة.
8. الإدراج في 5 '(التسلسل الذي سيصبح الرنا المرسال 5 'UTR) منطقة غير مترجم => اقتطاع النص. عادة ما يؤدي إلى فشل مرنا لاحتواء 5 'قبعة، مما يؤدي إلى ترجمة أقل كفاءة.
9. الإدراج في المروج => تخفيض / فقدان كامل للتعبير. دائماً ما ينتج عنه انخفاض كبير في مستويات إنتاج البروتين. النوع الأكثر فائدة من الإدراج للتحليل نظرا لبساطة الوضع.
10. الإدراج بين المروج ومعززات المنبع => فقدان وظيفة محسن / خطف من وظيفة محسن للجينات مراسل.† عموما يقلل من مستوى خصوصية البروتين لنوع الخلية، على الرغم من أن كثيرا ما ينظر إلى الآثار المعقدة.

##### تعويض اللون من محسن
اختطاف محسن من جين آخر يسمح بتحليل وظيفة هذا محسن. هذا، خاصة إذا كان الجين مراسل لبروتين الفلورسنت، يمكن استخدامها للمساعدة في رسم خريطة التعبير عن الجين المتحول من خلال الكائن الحي، وهو أداة قوية جدا. وهو أداة مفيدة للنظر في أنماط التعبير الجيني (زمانيا ومكانيا).

### استخدام آخر
ويشار إلى هذه الطرق باسم علم الوراثة العكسي. علم الوراثة العكسي هو نهج لاكتشاف وظيفة الجين من خلال تحليل الآثار الظاهرية لتسلسلات جينية محددة تم الحصول عليها من خلال تسلسل الحمض النووي

### تحليل منتجات الطفرات
بمجرد تحديد وظيفة البروتين المتحول من الممكن تسلسل / تنقية / استنساخ المناطق التي تحيط الإدراج بالطرق التالية:

#### عكس PCR
المادة الرئيسية: عكس PCR
1. عزل الجينوم الذباب.

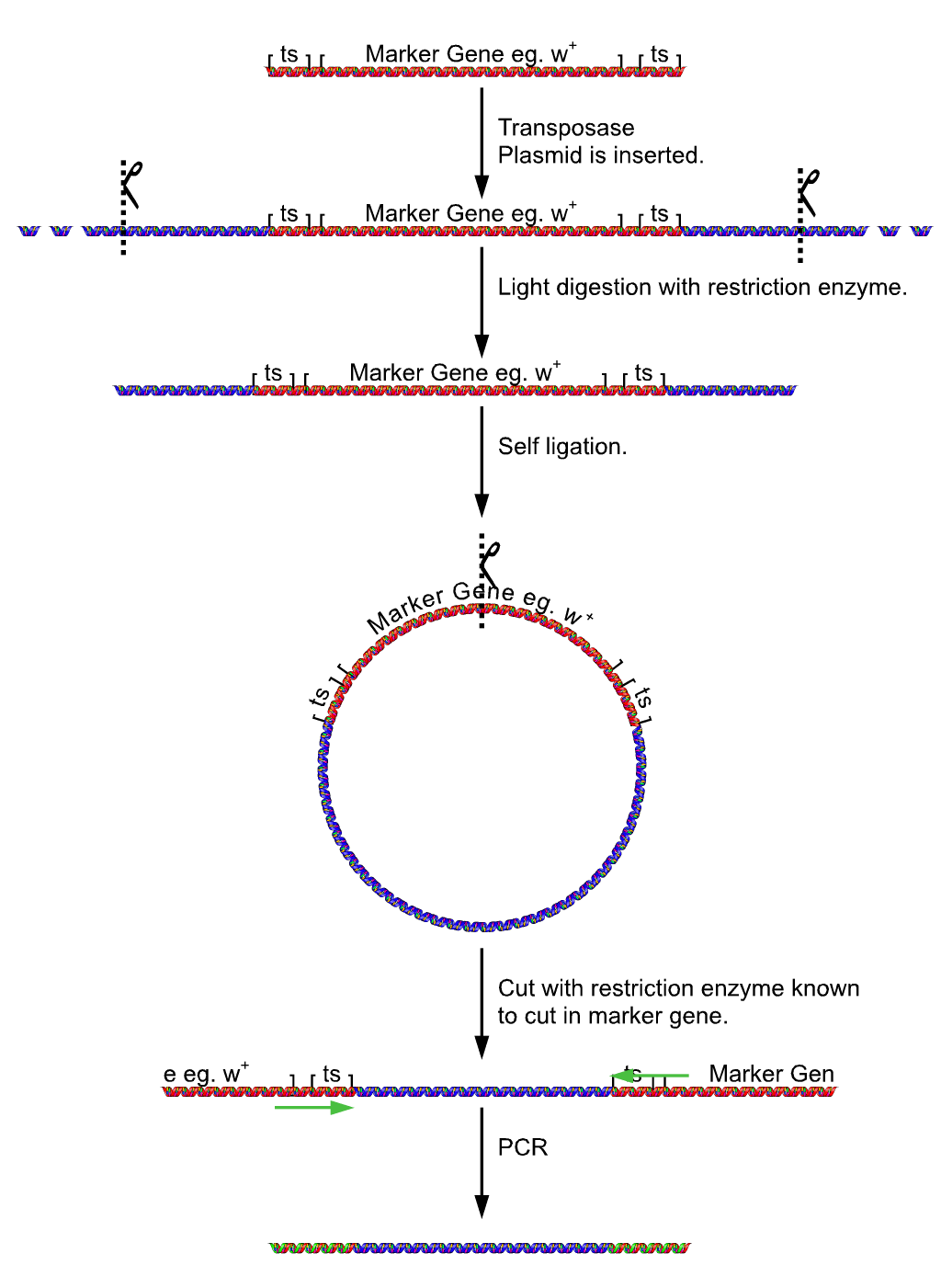
عملية تحليل الحمض النووي يحيط إدراج المعروفة بواسطة PCR.

2. الخضوع خلاصة خفيفة (باستخدام إنزيم [إنزيم 1] معروف بعدم القطع في جين المراسل)، مما يعطي أجزاء من بضعة كيلوباسيس، وعدد قليل مع الإدراج والحمض النووي المرافق له.
3. الذاتي يربط خلاصتها (تركيز الحمض النووي المنخفض لضمان الربط الذاتي) إعطاء مجموعة مختارة من شظايا الحمض النووي الدائري، وعدد قليل مع الإدراج والحمض النووي المرافق لها.
4. .قطع البلازميدات في مرحلة ما في جين المراسل (مع إنزيم [انزيم 2] المعروف لقطع نادرا جدا في الحمض النووي الجينومي، ولكن من المعروف أن في الجينات مراسل).
5. باستخدام التمهيديات لأقسام الجينات المراسل، يمكن تضخيم الحمض النووي لتسلسل.
6. عملية القطع، وربط الذات وإعادة قطع يسمح التضخيم من المناطق يحيط من الحمض النووي دون معرفة تسلسل. يمكن رؤية النقطة التي حدث فيها الربط من خلال تحديد موقع القطع [الإنزيم 1].

#### بلازميد الإنقاذ
1. عزل الجينوم الذباب.

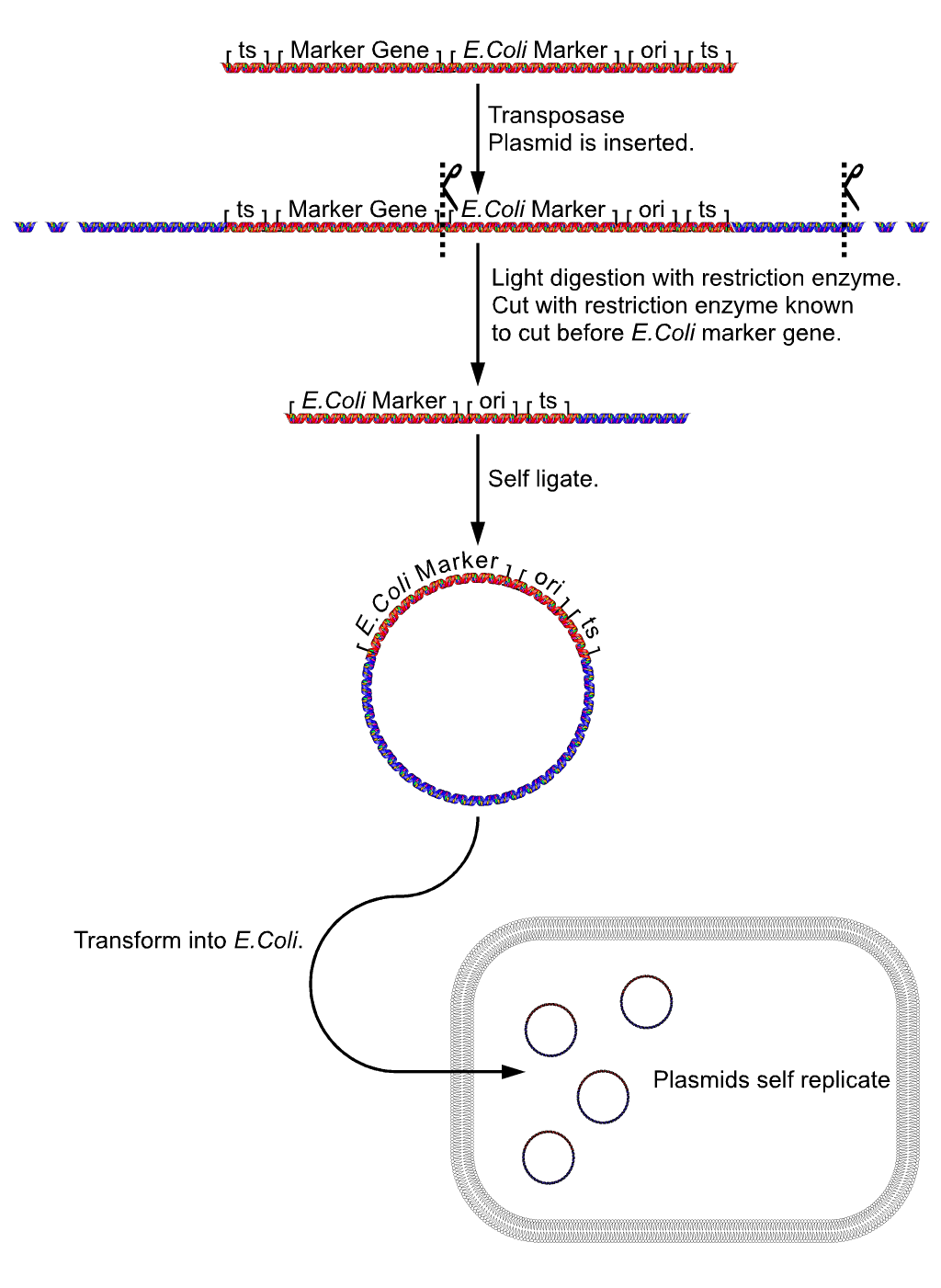
عملية تحليل الحمض النووي يحيط إدراج المعروفة من قبل إنقاذ البلازميد.

2. الخضوع لخلاصة خفيفة (باستخدام إنزيم [إنزيم 1] معروف بقطعه في الحدود بين جين المراسل وجين مراسل الإشريكية القولونية وتسلسلات البلازميد)، مما يعطي أجزاء من بضعة كيلوباسيس، وعدد قليل من مع مراسل الإشريكية القولونية، وتسلسلات البلازميد والحمض النووي المحيط به.
3. .يربط الذاتي خلاصة (تركيز الحمض النووي منخفضة لضمان الربط الذاتي) إعطاء مجموعة مختارة من شظايا الحمض النووي دائرية، وعدد قليل مع مراسل القولونية E. وتسلسل البلازميد والحمض النووي يحيط بها.
4. أدخل البلازميدات في خلايا الإشريكية القولونية E. (على سبيل المثال عن طريق الكهربة).
5. حدد بلازميدة لجين علامة E. القولونية اختيار. فقط إدراج ناجحة من بلازميدة مع تسلسل 'التدبير المنزلي' بلازميد سوف تعبر عن هذا الجين.
6. ويمكن استنساخ الجين لمزيد من التحليل.